# Dicromantispa debilis
Dicromantispa debilis är en insektsart som först beskrevs av Gerstaecker 1888.  Dicromantispa debilis ingår i släktet Dicromantispa och familjen fångsländor. Inga underarter finns listade i Catalogue of Life.